# Juan Rodríguez (veslač)
Juan A. Rodríguez Iglesias (Dolores, Urugvaj, 7. rujna 1928.) umirovljeni je urugvajski veslač i športski djelatnik.
Zajedno je s Williamom Jonesom u dvojcu na pariće osvojio dva brončana odličja na Olimpijskim igrama. Prvo odličje je osvojio na Olimpijskim igrama 1948. u Londonu, a drugo na već sljedećim igrama 1952. u Helsinkiju.
Veslao je u Veslačkom klubu Paysandú, u kojem se i pripremao za Olimpijske igre i ostale regate na kojima je sudjelovao.